# Juan de Ulloa
Juan de Ulloa (Madrid, 20 de junio de 1639 – Roma, 1723) fue un filósofo y jesuita español.

## Vida
Juan de Ulloa nació en Madrid el 20 de junio de 1639, y ya en edad adulta ingresaba en la Compañía de Jesús el 27 de noviembre de 1672, en la que, una vez completada su formación, se dedicó a la enseñanza, primero de la filosofía en el colegio de Alcalá, después de Sagrada Escritura y teología en Murcia y más tarde de teología en Roma, donde transcurrieron, rodeado de gran prestigio, sus últimos años hasta su fallecimiento en aquella urbe entre 1721 y 1725 según los Monumenta historica Societatis Jesu, pero que algunos autores retrasan a una fecha posterior y proxima al 1730.
Dentro de su producción filosófica sus escritos más importantes son los relativos a la lógica en la que, según W. Risse, «Ulloa se limita en su Logica Maior, entendida como teoría de los conceptos secundarios de la reflexión, a la discusión de la distinctio, de los universales y de las categorías» (ob. cit., p. 343 y s.).

## Obras
- Prodromus, seu prolegomena ad scholasticas disciplinas ubi Axiomata, Aphorismi, Proverbia, Principioque Metaphysica illorum ex Primis suis Authoribus eruntur, atque explicantur. Cum triplice indice. Primo Disputationum Secundo Axiomatum. Tertio Rerum et Verborum. Romae, ex Officina Cajetani Zenobii, Typographi, 1711.
- Dialectica seu Logica Minor Tribus Disputationibus circumscripta. Romae, ex Typographia Pauli Romarek, 1711.
- Logica Maior Quatuor Disputationibus distincta. Romae, ex Officina Cajetani Zenobii, Typographi, 1712.
- Philosophia naturalis Disputationes quatuor, ubi post disputata, quae disputari solent ex Libris de Ortu, et Interitu, seu de Generatione et Corruptione: post explicata, quae explicari solent de natura Infiniti, atque Continui: fit Discursus a centro Terrae, usque ad superficiem convexam Empyrei, utcumque explicando, quae Intermedia sunt. Romae, ex Officina Cajetani Zenobii Typographi, 1712.
- Physica speculativa Quatuor disputationibus distincta. In prima quid et quotuplex sit Ens Naturale. Ejus Causae intrinsicae quid, quae quales, quod sint: et quae, quales non sunt: ubi Athomistarum et Sociorum Sententia per otium expenditur ... Romae, Typis Jo. Francisci Chracas, 1713.
- De Anima Disputationes quatuor ubi Natura Illius, Proprietates, Modus operandi, Vitalesque Operationes, tum Physicae, tum Intentionales, tum Intellectus, tum Voluntatis exponuntur, cum utrarumque multiplicitate, atque mutua differentia. Romae, Typis J. Francisci Chracas, 1715.
- Decades quinque principiorum seu regularum pro intelligentia Sacra Scriptura sive super Modis Loquendi Sacrae Scripturae, cum quatuor indicibus. Primo: regularum, seu principiorum. Secundo: quaestionum, seu difficultatum, quae per illa Principia explicantur. Tertio: locorum Sacrae Scripturae, quae pro nata occasione exponuntur. Quarto: rerum et verborum. Opus haud inutile Theologis, expositoribus, speculativis, positivis, polemicis, et concionatoribus. Tyrnaviae, Typis Academicis, per Fridericum Gall, 1717.
- Regulae pro intelligentia Sacrae Scripturae. Tyrnaviae, Typis Academicis Soc. Jesu, 1749.
- Theologia scholastica. Quinque tomi comprehensa I. De Deo atque de ejus possesione. II. De actibus humanis. III. De tribus virtutibus Theologicis atque de Justitia prima virtutum pure Moralium. IV. De sacramentis in genere et poenitentia. V. De Incarnatione et Eucharistia. Augustae Vindelicorum et Graecii Sumptibus, Philippi, Joannis et Martini Veith Fratrum, 1719.
- De Primis et Ultimis Temporis, seu de Principio et Fine Mundi, Disputationes quatuor, cum tribus indicibus. Primo quaestionum quae ex profeso aut obiter explicantur. Secundo, locorum Sacrae Scripturae quae exponuntur. Tertio rerum et verborum. Augustae Vindelicorum, et Graecii sumptibus Philipi, Joannis et Martini Veith Fratrum, 1719.